# Everybody's Gonna Be Happy
「Everybody's Gonna Be Happy」（エブリバディーズ・ゴナ・ビー・ハッピー）は、Prizmmy☆の1枚目のシングル。 2012年3月16日にavex entertainmentから発売された。

## 概要
テレビアニメ『プリティーリズム・オーロラドリーム』の実写パートに「プリズムメイツ」として出演していた日下部美愛（みあ）・久保玲奈（れいな）・高橋果鈴（かりん）の3人に「キラット☆エンタメ チャレンジ・コンテスト 2011 SUMMER」でプリティーリズム賞を受賞した瀬間彩海（あやみ）を加えて番組内で結成されたユニット・Prizmmy☆のデビューシングルで、同アニメの第4クールエンディングテーマに起用された。ミュージック・ビデオを収録したDVD同梱版が同時発売されている。
2012年3月26日付のオリコン週間シングルチャートで199位を獲得。初動売上は306枚を記録した。

## 収録曲
1. Everybody's Gonna be Happy [3:37]
作詞：池畑伸人、作曲・編曲：長岡成貢
  - テレビアニメ『プリティーリズム・オーロラドリーム』第4クールエンディングテーマ
2. PoPPle☆Heart [3:30]
作詞：谷藤律子、作曲：飯岡隆志、編曲：山下洋介
  - タカラトミー「ポップルハート」コマーシャルソング
3. Everybody's Gonna be Happy（inst.） [3:37]
4. Popple☆Heart（inst.） [3:30]

### DVD
DVD同梱版（AVCA-49492B）のDisc.2。
1. Everybody's Gonna Be Happy (ミュージッククリップ)
2. Everybody's Gonna Be Happy (TVサイズVer.)
3. Everybody's Gonna Be Happy (ダンスマスターVer.)